# Ipomoea hieronymi
Ipomoea hieronymi är en vindeväxtart som först beskrevs av Carl Ernst Otto Kuntze, och fick sitt nu gällande namn av O'donell. Ipomoea hieronymi ingår i släktet praktvindor, och familjen vindeväxter. Inga underarter finns listade i Catalogue of Life.